# Aero A-38
Aero A-38 byl československý dopravní letoun užívaný koncem 20. a začátkem 30. let 20. století. Typ v řadě konstrukcí firmy Aero následoval po relativně moderním hornoplošníku A-35 a představoval po něm jistý krok zpět, neboť využíval dvouplošnou nosnou soustavu odvozenou z typu A-23. Vyráběla ho společnost Aero, továrna letadel, dr. Kabeš. Letouny s motory Walter (licenční Jupiter) pro Československo byly označeny jako Aero A-38, letouny s motory Gnome-Rhone pro společnost Compagnie internationale de navigation aérienne (CIDNA) jako Aero A-38.II.

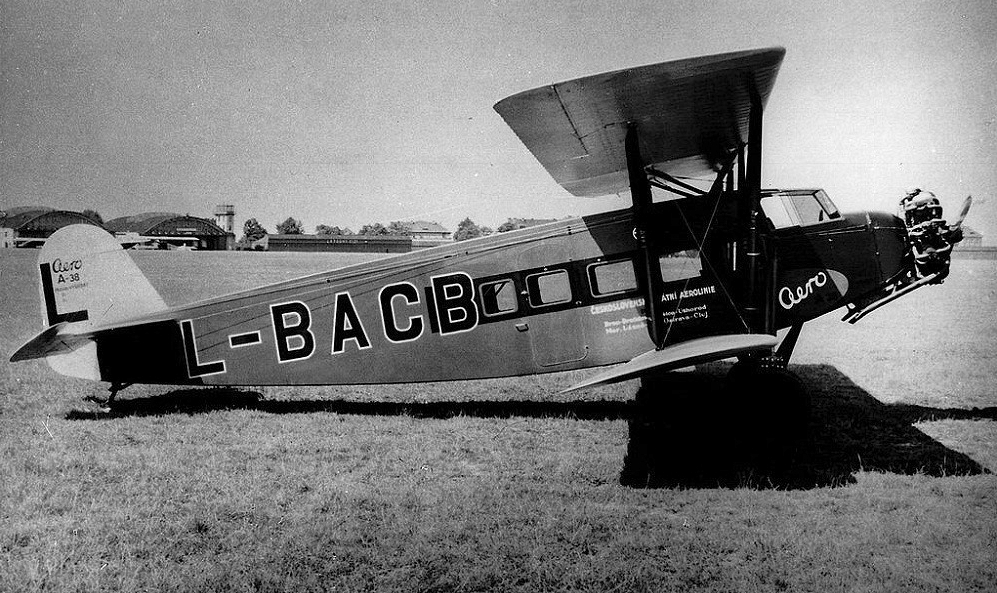
Aero A-38.1 (L-BACB) s motorem Walter Jupiter IV

## Vznik a vývoj
V roce 1929 zdokonalila továrna Aero svůj typ Aero A-23, který již po dva roky se dobře osvědčil v provozu Čs. státních aerolinií tím, že provedla zásadní změny v rozmístění vah užitečného zatížení trupu, umístění pilotů před kabinou, veliké zvětšení platícího zatížení a účelné rekonstrukce podvozku. Zkoušky prototypu letounu, opatřeného motorem Jupiter o 420 k prokázaly, že může svými výkony a vlastnostmi úspěšně konkurovat s výrobky zahraničními a to i s takovými, u nichž motorový výkon eventuálně přesahuje i 450 k. Velmi cennou vlastností typu A-38 je jeho veliká užitečná nosnost, která při dopravních účelech je vždy kladena až na prvé místo. Letoun nese normálně plných 900 kg cestujících a zavazadel, takže toto přípustné zatížení je oproti typu A-23 se stejným motorem větší o 250 kg.

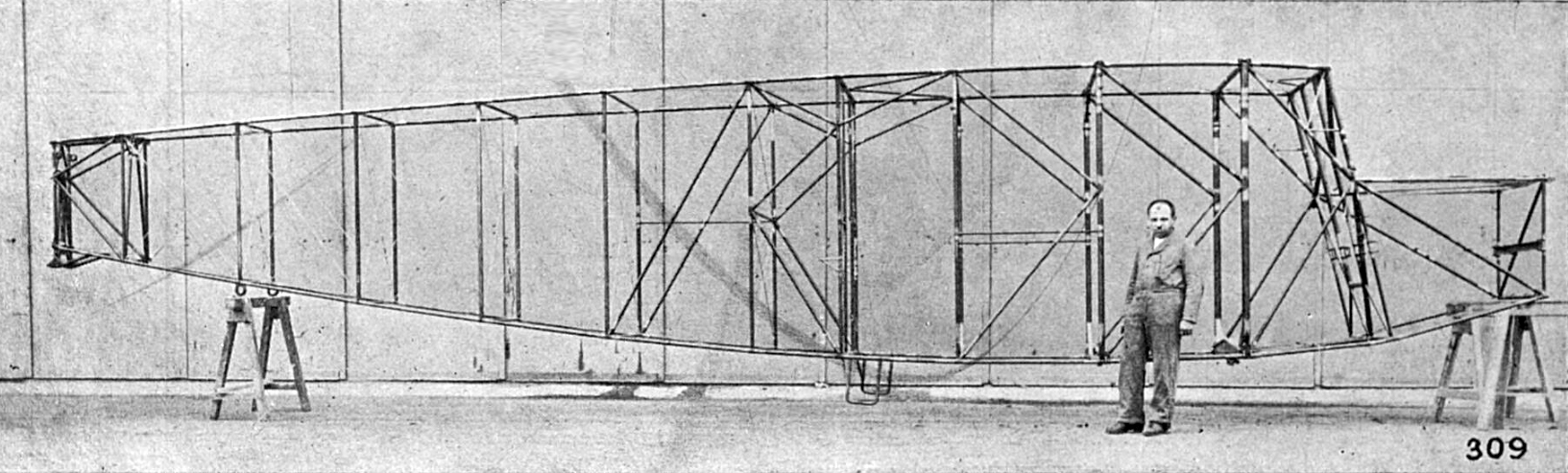
Aero A-38 (trup letounu)

Aero A-38 vzniklo na objednávku Československých státních aerolinií (ČSA) v roce 1929 jako modernější nástupce osvědčených dopravních letadel Aero A-23.  Mezi moderní prvky  patřila především uzavřená pilotní kabina umístěná na rozdíl od A-23 před prostorem pro cestující. A-38 kombinoval různé prvky dřívějších modelů, ale byl vylepšen ve všech stavebních skupinách. První prototyp poháněný motorem Walter Jupiter o výkonu 420 k (309 kW) a imatrikulovaný L-BACB poprvé vzlétl v roce 1929.:s.94 Po úspěšných zkouškách prototypu A-38.1 bylo vyrobeno pět sériových strojů.
Letouny byly vlastněny několika společnostmi. Výr. č. 2 a 3  zakoupila francouzsko-rumunská dopravní společnost CIDNA, ty byly osazeny motory Gnome-Rhone Jupiter 9 Ady. Prototyp (výr. č. 1) a následné letouny výr. č. 4 a 5 zakoupily ČSA. Ty byly vybaveny motorem Walter Jupiter IV a také pozdější výr. č. 6 z roku 1930. V letech 1934-1935 odkoupila společnost Baťa pro svou leteckou společnost letouny od ČSA výr. č. 1 a 4. Do arzenálu Masarykovy letecké ligy (MLL) se v roce 1934 dostal letoun výr. č. 2 od společnosti CIDNA. Letoun výr. č. 1 se v roce 1936 od Baťovy letecké společnosti dostal rovněž do MLL, do Hanáckého aeroklubu MLL (Hanácký aeroklub a Hanácká župa Masarykovi letecké ligy). Zde byl tento letoun používán pro propagační lety a později přestavěn na sanitní verzi, jako první letoun tohoto účelu v ČSR. Poslední vyrobený letoun (č. 6) koupilo již v roce 1930 Ministerstvo národní obrany (MNO) a používalo jej k fotogrammetrickým pracím neboli k leteckému snímkování za účelem zhotovování map.

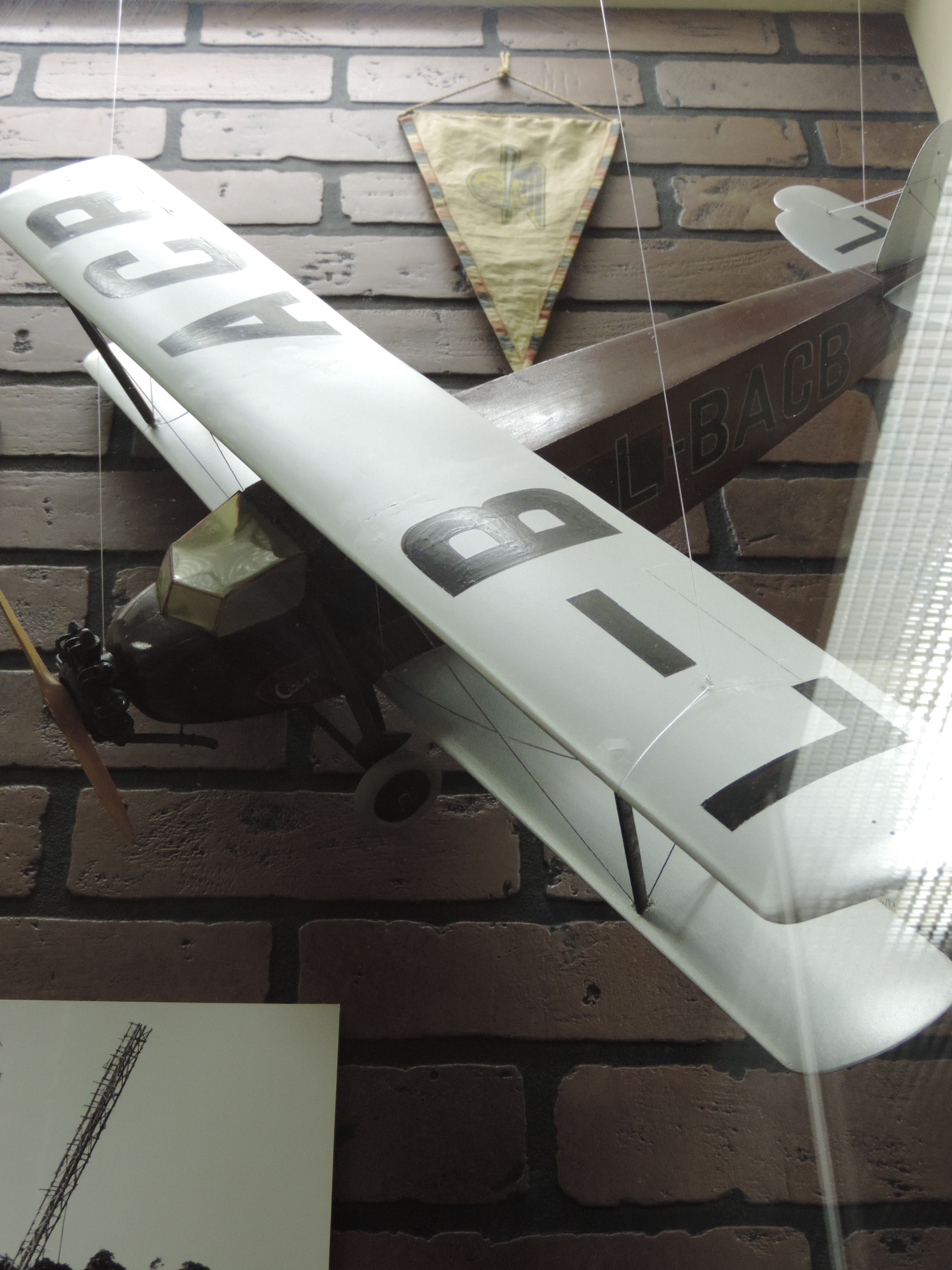
Model Aero A-38 (Kbely)

## Popis letounu

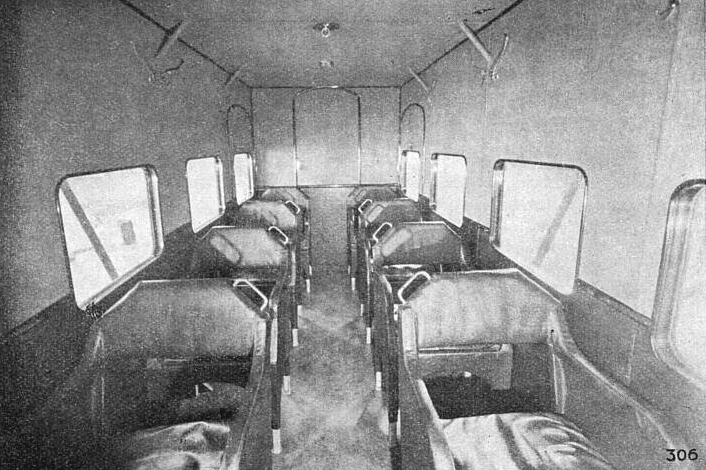
Pohled do kabiny Aera A-38

A-38 byl jednomotorový vzpěrový dvouplošník s pevným záďovým podvozkem. Kabina byla uzavřená pro dvoučlennou osádku a osm cestujících posádky. Nosnou kostru trupu tvoří čtyři ocelové trubkové nosníky, spojené nasunutými přehradami s lanovým a drátěným vyztužením. Velmi důmyslně byla vyřešena konstrukce výztuh trupu v místech kabiny cestujících, které jsou přizpůsobeny tak, že žádná jejich součást nezakrývá postranní okna a neruší výhled cestujících z letounu. Přehrady trupu nemají výztuh uvnitř kabiny. Toto šťastné řešení výztužných částí trupu dodalo úpravě kabiny elegantního vzhledu. Sluší se podotknout, že u mnohých nejmodernějších cizích typů letounů se nepodařilo konstruktérům tuto otázku příznivě upravit. Kovová kostra trupu byla v přední části kryta plechy z hliníkové slitiny, zbytek trupu byl potažen plátnem.
Plátno jako potah bylo použito i na dřevěnou kostru křídel. Horní dvoudílné křídlo bylo zachyceno na širokém baldachýnu a mělo poněkud větší rozpětí než křídlo spodní. Půdorysný tvar křídel tvořil obdélník prostředního stranového poměru. Profil křídla měl stejné rozměry po celém rozpětí křídla. Křidélka byla pouze na horním křídle  Nádrže provozních hmot byly vyrobeny vesměs z mosazného plechu. Benzinové a olejové potrubí bylo vyrobeno z materiálu Petroflex, které velmi dobře vzdorovalo účinkům vibrací. Benzin přitékal do karburátoru gravitačním spádem ze dvou nádrží, umístěných v baldachýnu, což opět zvyšovalo provozní spolehlivost motoru, neboť takto bylo zabráněno nedostatku paliva při eventuálním porušení funkčnosti benzinových čerpadel. Na součásti pevnostně podřadného druhu bylo použito hojně lehkých kovů, zvláště elektronu.
Ocasní plochy s dřevěnou kostrou byla potažena plátnem a vycházely z předchozího Aera A-23, podvozek z ocelových trubek vycházel z Aera A-35 stejně jako trup vycházel z Aera A-35, oproti němuž byl ale prodloužen, takže pojal celkem osm cestujících, a devátý pasažér mohl sedět na místě kopilota. Vstup do kabiny byl zajištěn dveřmi po obou stranách trupu a sedadla v kabině byla uspořádána ve dvou řadách. V zadní části trupu se nacházela palubní toaleta a zavazadlový prostor. Druhý prostor pro zavazadla byl v přední části trupu pod sedadly pilotů, což přispívalo k optimálnímu rozložení hmotností. K vytápění kabiny byly použity výfukové plyny od motoru. Na přední stěně kabiny, za prostorem pilotů, byly upevněny nejnutnější měřící přístroje, aby se cestující mohli informovat o výšce, rychlosti a době letu.

Letoun A-38 byl poháněn československým, licenčním motorem Walter Jupiter IV o výkonu 309 kW (420 k) s dvoulistou, nestavitelnou dřevěnou vrtulí a verze A-38.II francouzským, licenčním motorem Gnome-Rhone Jupiter 9 dle originálu Bristol Jupiter.

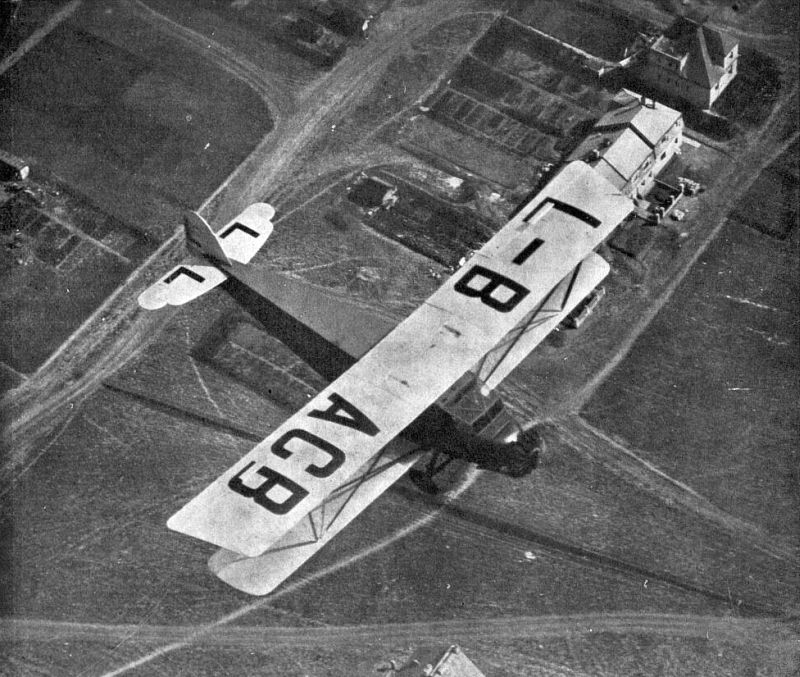
Aero A-38.1 (L-BACB) s motorem Walter Jupiter IV

## Použití
Prototyp (L-BACB) a další dva, souběžně vyrobené stroje (imatrikulované L-BACC a L-BACD) zakoupily Československé státní aerolinie, které je nasadily především na lince Praha-Brno–Bratislava–Košice–Užhorod–Kluž a později až do Bukurešti, na níž do roku 1935 nalétaly celkem 340 426 km:s.90 během 3 135 letových hodin.:s.94 Letouny byly využívány i na vnitrostátní lince Mariánské Lázně-Moravská Ostrava a na lince do Království Jugoslávie (Bratislava-Záhřeb).
Již v letech 1933 a 1934 stroje L-BACB a L-BACD (nově imatrikulované OK-ACB a OK-ACD) zakoupila Baťova letecká společnost, která v roce 1936 stroj OK-ACB prodala Hanáckému aeroklubu v Olomouci, který jej používal k vyhlídkovým letům.:s.94

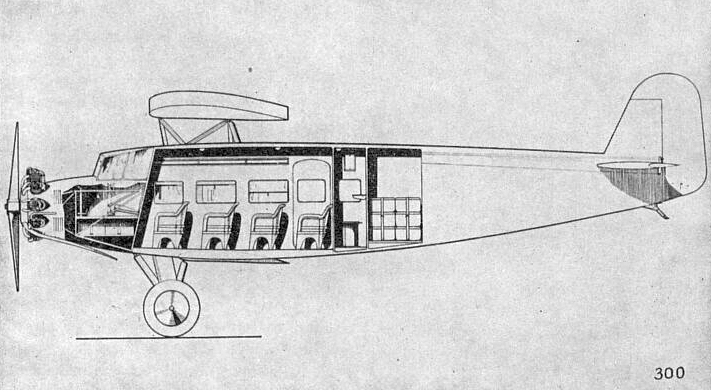
Aero A-38 (skica uspořádání vnitřku letounu)

Dva letouny poháněné motory Gnome-Rhône 9A zakoupila v květnu 1930 francouzská společnost CIDNA (po roce 1933 začleněná do Air France), která je s registračními značkami F-AJLF a F-AJLG (v československém leteckém rejstříku pro ně byly vyhrazeny imatrikulace L-BACE/OK-ACE a L-BACF/OK-ACF) nasadila na trasách z Prahy do Varšavy a Vídně. V roce 1934 se jeden z nich (výr. č. 2) vrátil do Československa a s novou imatrikulací OK-ULF jej používala Masarykova letecká liga (MLL) v Praze.:s.91:s.95 Na leteckém dnu konaném 23. srpna 1936 v Budíkově u Humpolce, který uspořádala velmi aktivní odbočka MLL, se účastnil i letoun Aero A-38 určený k vyhlídkovým letům.
Šestý A-38 zakoupilo roku 1930 československé vojenské letectvo, které jej upravilo pro fotogrammetrii.:s.91 Původně byl adaptován při zkouškách ve VTLÚ jako bombardovací letoun s pumovnicí v trupu a střelištěm na hřbetě a i pod trupem. Navíc stroj s vojenským označením S-27 neměl okénka kabiny. V říjnu 1938 byl spolu s jedním A-35 nasazen nad Slovenskem a Podkarpadskou Rusí ke shazování letáků, které měly čelit propagandě horthyovského Maďarska.:s.95
Po okupaci českých zemí byly zbývající stroje zabaveny Luftwaffe, ze kterých podle některých pramenů:s.91:s.95 byl jeden použit jako transportní a ke svrhávání letáků během útoku na Norsko v dubnu 1940.

## Varianty
- A-38 - verze s motory  Walter Jupiter IV ( výr. č. 1, 4, 5, 6)
- A-38.II - verze s motory Gnome-Rhône 9Ady Jupiter ( výr. č. 2, 3)

## Uživatelé

### Civilní uživatelé
- Československo
  - Československé státní aerolinie
  - Baťova letecká společnost
  - Masarykova letecká liga
- Francie
  - CIDNA

### Vojenští uživatelé
- Československo
  - Československé letectvo (1 kus)
- Německá říše
  - Luftwaffe

## Specifikace

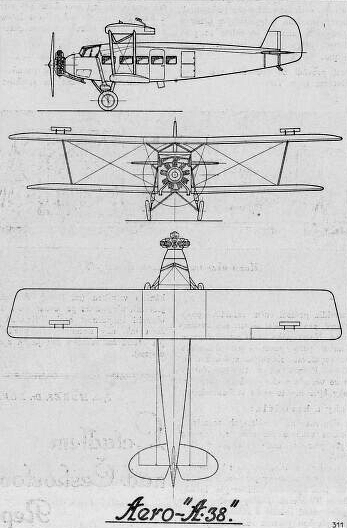
Třípohledový náčrt Aera A-38

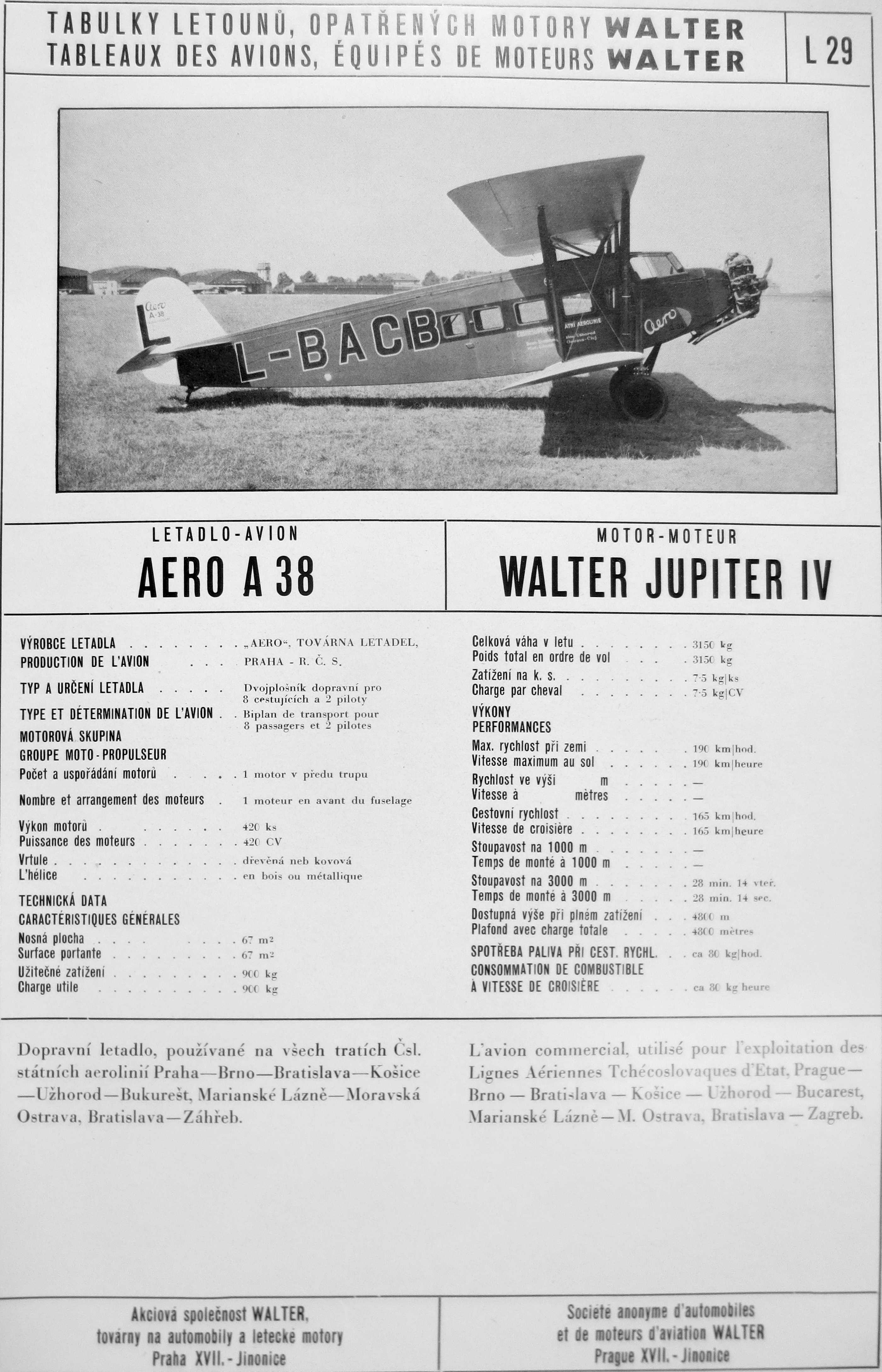
Aero A-38 a Walter Jupiter IV (L-BACB)

Údaje podle

### Technické údaje
- Osádka: 2
- Kapacita: 8 cestujících
- Rozpětí: 16,75 m
- Délka: 12,56 m
- Výška: 4,50 m
- Nosná plocha: 67,25 m²
- Prázdná hmotnost: 1 740 kg
- Vzletová hmotnost: 3 150 kg
- Pohonná jednotka: 1 × vzduchem chlazený devítiválcový hvězdicový motor Walter Jupiter IV
  - jmenovitý, nominální výkon: 309 kW (420 k) při 1750 ot/min
  - maximální, vzletový výkon: 330 kW (450 k) při 1850 ot/min
- Vrtule: dřevěná, nestavitelná, dvoulistá

### Výkony
- Maximální rychlost: 190 km/h
- Cestovní rychlost: 165 km/h
- Dostup: 4 800 m
- Stoupavost: výstup do výše 3 000 m za 28,2 minuty
- Dolet: 570 km